# Заліщики (гміна)
Гміна Заліщики  (пол. Gmina Zaleszczyki)— колишня сільська гміна у Заліщицькому повіті Тернопільського воєводства Другої Речі Посполитої. Адміністративним центром гміни було місто Заліщики, яке не входило до складу гміни, а утворювало власну міську.
Гміна утворена 1 серпня 1934 року в рамках адміністративної реформи на основі нового закону про самоуправління (23 березня 1933 року).
Площа гміни — 82,12 км²
Кількість житлових будинків — 1668
Кількість мешканців — 7745
Гміну створено на основі давніших гмін: Бедриківці, Добрівляни, Дзвиняч, Іване-Золоте, Печорна, Жежава (село Жежава 1950 року було перейменоване на Зелений Гай).